# Argi
L'Argi è un fiume della Russia siberiana orientale (Oblast' dell'Amur), affluente sinistro della Zeja (bacino idrografico dell'Amur).
Nasce dal versante meridionale dei monti Stanovoj, scorrendo poi per la maggior parte del suo percorso con direzione mediamente occidentale nel bassopiano dell'alta Zeja, in un ambiente pianeggiante e ricco di piccoli laghi (che occupano circa il 4% della superficie totale del bacino idrografico); sfocia nella Zeja all'estremità settentrionale del bacino artificiale omonimo.
L'Argi ha un regime simile agli altri fiumi del Pacifico russo: gelato da novembre ad aprile, vede le massime piene da aprile a settembre.